# Langage de programmation exotique

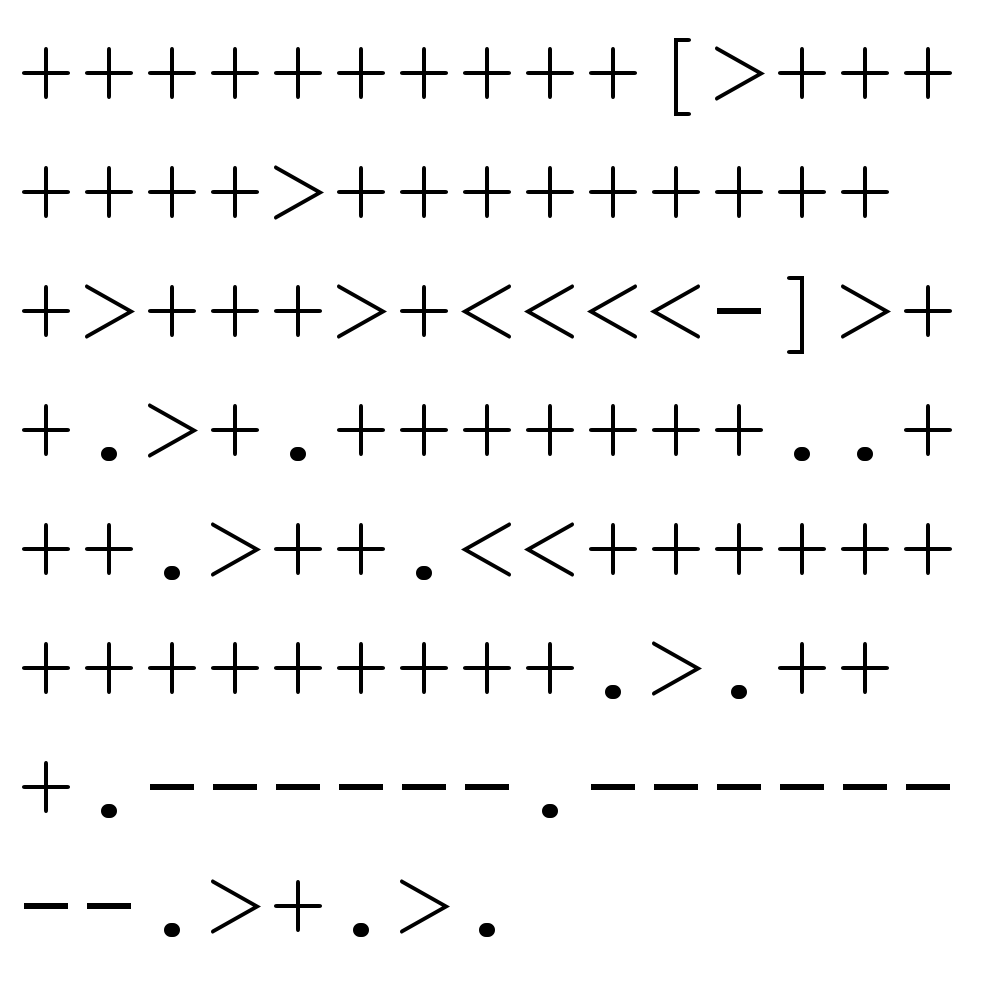
Programme "Hello World!" en brainfuck

Un langage de programmation exotique est un langage de programmation imaginé comme un test des limites de la création de langages de programmation, un exercice intellectuel ou encore une blague, sans aucune intention de créer un langage réellement utile. De tels langages sont souvent un passe-temps pour les hackers ou les programmeurs. L'adjectif « exotique » permet de distinguer ces langages de ceux communément utilisés dans l'industrie.
La facilité d'utilisation est rarement une priorité pour ces langages, le but étant généralement de supprimer ou de remplacer les fonctionnalités tout en maintenant le langage Turing-complet. En rendant particulièrement compliquée la lecture de tels programmes, les créateurs de tels langages en font peut-être le pendant informatique de la poésie du non-sens.

## Histoire
Le premier langage exotique fut INTERCAL, créé en 1972 par James Lyons et Don Woods, avec l'intention de créer un langage différent de tout ce qu'ils connaissaient.
Plus de vingt ans plus tard, en 1993, Urban Müller inventa Brainfuck, un langage à huit instructions, et Chris Pressey créa Befunge. Ces deux langages font partie des langages exotiques les plus suivis. Sans surprise, tous deux sont grandement mis en valeur par le fait qu'ils furent les premiers de leur genre tout en étant élégants.

## Variétés

### Turing tarpit
Les Turing tarpits sont des langages Turing-complets, c'est-à-dire qu'ils permettent en théorie d'implémenter n'importe quelle fonction calculable, mais conçus de telle sorte que même les opérations les plus élémentaires sont difficiles à effectuer en pratique. Ils utilisent souvent un nombre restreint d'instructions, ce qui en rend la programmation acrobatique. Ceci inclut Brainfuck (huit instructions sans opérandes), OISC (une commande, trois opérandes), et Thue (une commande, deux opérandes, créé par John Colagioia).
La Turing-complétude est un des thèmes favoris de la communauté. Elle est loin d'être évidente pour tous les langages, et les démonstrations sont souvent complexes. De nouveaux langages apparaissent continuellement, et la preuve de leur Turing-complétude est un défi.

### Non déterministe
Un langage de programmation déterministe est un langage où il est toujours possible de prévoir, en fonction de l'état actuel d'un programme, quel sera son état suivant. La plupart des langages sont déterministes, tandis que des langages non déterministes tels que Java2K donnent souvent des résultats peu fiables, et créer des programmes, même triviaux, qui fournissent des résultats fiables est souvent une tâche monumentale.

### Despotique
Un langage despotique est un langage Turing-complet où les commandes permettent la sélection de la prochaine instruction à être exécutée parmi un ensemble fini d'instructions. ReMorse, Whirl et de façon discutable INTERCAL sont despotiques.

## Liste non exhaustive de langages exotiques

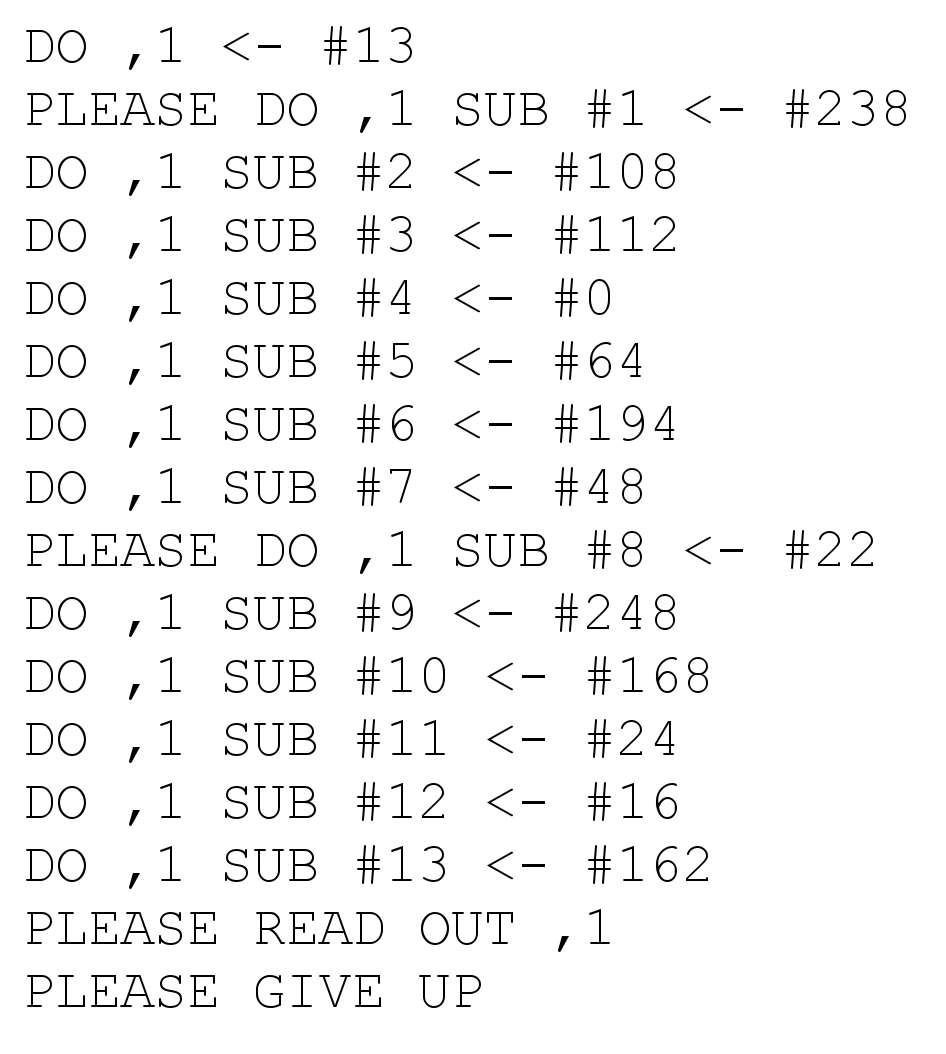
Programme Hello world écrit dans le langage de programmation INTERCAL

Brainfuck
Un des langages exotiques les plus suivis, à base de 8 instructions, simpliste mais difficile à comprendre.
FRACTRAN
Un langage à base de fractions inventé par le mathématicien Conway.
INTERCAL
La référence en matière de langages exotiques.
GOTO++
Langage parodique mélangeant une francisation du BASIC, de fausses instructions GOTO, et des sauts aléatoires dans le code.
LOLCODE
Le LOLCODE est un langage de programmation exotique inspiré de l'argot Internet et du Lolcat retrouvable sur les chats et forums anglais.
Malbolge
Un langage conçu pour être le plus difficile à programmer et pour être le plus ésotérique possible.
Piet
Un langage de programmation où les programmes sont des images matricielles.
Shakespeare Programming Language
Un langage pour écrire des programmes ressemblant à une pièce de théâtre.
Whitespace
Ce langage est une variante du Brainfuck qui utilise uniquement des espaces, des tabulations et des retours à la ligne pour écrire un programme.
Befunge
Ce langage a été conçu pour être très difficile à compiler.